# Довгопол, Олег Анатолиевич
Оле́г Анато́лиевич Довгопо́л (род. 14 октября 1975, Бершадь, Винницкая область, Украинская ССР, СССР) — политический деятель Приднестровской Молдавской Республики. Глава администрации города Тирасполь и города Днестровск с 23 декабря 2016 года по 20 ноября 2024.

## Биография
Родился 14 октября 1975 в городе Бершадь Винницкой области Украинской ССР. 
В 1979 семья переехала в город Тирасполь.

### Образование
Окончил тираспольскую среднюю школу № 12.
Окончил юридический факультет Приднестровского государственного университета имени Т. Г. Шевченко.

### Трудовая деятельность
С 1997 служил в органах государственной безопасности Приднестровской Молдавской Республики.
В 2005 избран депутатом Тираспольского городского Совета народных депутатов. 
С 2006 по 2016 — работал директором ООО «Центр-Маркет».
С 23 декабря 2016 — глава государственной администрации города Тирасполь и города Днестровск. С 2 ноября по 29 декабря 2021 обязанности исполнял заместитель Довгопола по ЖКХ Геннадий Горох, в связи с тем, что сам Довгопол был главой избирательного штаба кандидата в президенты Приднестровской Молдавской Республики Вадима Красносельского.

## Награды
- Медаль «За отличие в труде» (7 октября 2010) — за многолетний добросовестный труд, высокий профессионализм и в связи с годовщиной со дня основания города Тирасполь[9]
- Медаль «За трудовую доблесть» (2016)[10]
- Юбилейная медаль «20 лет Приднестровской Молдавской Республике»

## Примечание
1. ↑  Официальный сайт Президента Приднестровской Молдавской Республики — Об освобождении от должности главы государственной администрации города Тирасполь и города Днестровск Довгопола О.А. и назначении на должность главы государственной администрации города Тирасполь и города Днестровск Тюряевой И.П. — Указы. president.gospmr.org. Дата обращения: 20 ноября 2024. Архивировано 20 ноября 2024 года.
2. ↑  Биография на сайте Правительства ПМР. Дата обращения: 23 января 2017. Архивировано 8 февраля 2017 года.
3. ↑  Указ №35 «О некоторых кадровых назначениях». president.gospmr.org (23 декабря 2016). Дата обращения: 23 января 2017. Архивировано из оригинала 2 февраля 2017 года.
4. ↑  ДЕПУТАТ ГОРСОВЕТА ОЛЕГ ДОВГОПОЛ ВЫДВИНУТ НА ПОСТ СТОЛИЧНОГО ГРАДОНАЧАЛЬНИКА. novostipmr.com. Дата обращения: 23 января 2017. Архивировано 25 декабря 2016 года.
5. ↑  Государственную администрацию возглавил Олег Довгопол. tirasadmin.org. Дата обращения: 23 января 2017. Архивировано 25 декабря 2016 года.
6. ↑  Олег Довгопол освобожден от должности главы Тирасполя. Дата обращения: 20 января 2022. Архивировано 3 ноября 2021 года.
7. ↑  Красносельский объяснил, почему глава администрации Тирасполя оставил пост. Дата обращения: 20 января 2022. Архивировано 20 января 2022 года.
8. ↑  Кто из глав городов остался на своём посту после выборов. Дата обращения: 20 января 2022. Архивировано 20 января 2022 года.
9. ↑  О награждении государственными наградами  Приднестровской Молдавской Республики. minjust.org. Дата обращения: 23 января 2017. Архивировано 2 февраля 2017 года.
10. ↑  О награждении государственными наградами Приднестровской Молдавской Республики сотрудников общества с ограниченной ответственностью «Центр-Маркет» города Тирасполь. pravopmr.ru (20 сентября 2016). Дата обращения: 23 января 2017.